# Giacomo Nani
Giacomo Nani (auch Jacopo?) (* 31. Januar 1725 in Palma; † 3. April 1797 in Venedig) war ein Admiral und Politiker der Republik Venedig.

## Leben
Nani entstammte dem Zweig (ramo) der Familie Nani di San Trovaso – benannt nach der Kirchengemeinde San Trovaso –, die den Dogen Agostino Barbarigo beerbt hatte. Er wurde als Sohn des Antonio Nani di Bernardo, der damals provveditore generale der Festung Palma war, und der Lucrezia Lombardo geboren. Er schlug eine militärische Karriere ein und wurde unter anderem Capitano in Padua.
1756 verfasste er eine Klassifizierung von 527 Case (wörtlich: Häuser) des venezianischen Adels auf der Grundlage von Steuereinnahmen aus dem Jahre 1740. Die vermögendsten Familien, die er mit „assai ricchi“ bezeichnete, stellten demnach 8,3 % des Adels. Sie wurden der Klasse 1 zugeordnet. Die ärmsten, „che hanno niente“ (‚die nichts haben‘) stellten demnach 28,6 % des Adels und wurden der Klasse 5 zugeordnet. Von den durch hohe Geldsummen neu aggregierten Familien wurde knapp die Hälfte den beiden vermögendsten Klassen zugeordnet. Durchschnittlich hatte eine Casa der Klasse 1 nach Nanis Berechnungen jährliche Einkünfte von 25.000 Dukaten, die zweite Klasse 13.000 und die dritte Klasse 6.000 Dukaten.
Giacomo Nani wurde Provveditore Generale da Mar (Generalinspekteur für Flottenwesen) und Provveditore ai Lidi (1796). Damit führte er die Oberaufsicht über die Flotte und die Lidi, die Sandbänke, die die Lagune gegen die Adria abgrenzen.
Im Jahr 1766 zwang er mit einer kleinen Flotte den Bey von Tripolis, einen 1764 unterschriebenen Handelsvertrag einzuhalten. Verdienste erwarb er sich auch beim Ausbau der Verteidigungsanlagen Venedigs.
Die Nani di San Trovaso hatten in ihrem Haus eine umfangreiche Sammlung alter Gemälde, Schriften und Karten angelegt, die von Giacomo Nani und seinem Bruder Giovanni erheblich ausgebaut wurde. In der zweiten Hälfte des 18. Jahrhunderts galt sie in Venedig als die größte Sammlung ihrer Art. Während der napoleonischen Besetzung Venedigs gingen große Teile verloren, zahlreiche Werke wurden verkauft. Ein Teil dieser Werke befindet sich heute in der Biblioteca Marciana am Markusplatz.
Wenig mehr als fünf Wochen bevor sich die Republik Venedig am 12. Mai 1797 selbst auflöste, starb Nani.

## Werke
- Della difesa di Venezia, hrsg. von Guerrino Filippi, Istituto Veneto di Scienze, Lettere ed Arti, Venedig 1997.
- Principi d'una amministrazione ordinata e tranquilla, 1781 (Biblioteca Civica di Padova, unveröffentlicht).